# Попхадзе, Трифон Варденович
Трифон Варденович Попхадзе (груз. ტრიფონ ფოფხაძე) — советский хозяйственный, государственный и политический деятель, Герой Социалистического Труда.

## Биография
Родился в 1905 году в селении Цхомарети. Член ВКП(б) с 1939 года.
С 1919  года — на хозяйственной, общественной и политической работе. В 1919—1968 гг. — мойщик марганцевой руды на стадии обогащения, шахтёр-стахановец в руднике имени Сталина, начальник 4-го участка рудника имени Сталина, забойщик рудоуправления имени Сталина треста «Чиатурмарганец» в городе Чиатура Грузинской ССР.
Указом Президиума Верховного Совета СССР от 19 июля 1958 года за выдающиеся успехи, достигнутые в деле развития чёрной металлургии, присвоено звание Героя Социалистического Труда с вручением ордена Ленина и золотой медали «Серп и Молот».
Избирался депутатом Верховного Совета Грузинской ССР 1-4-го созывов. Делегат XXI съезда КПСС.
Жил в Грузинской ССР.